# شيناندواه (لحية)

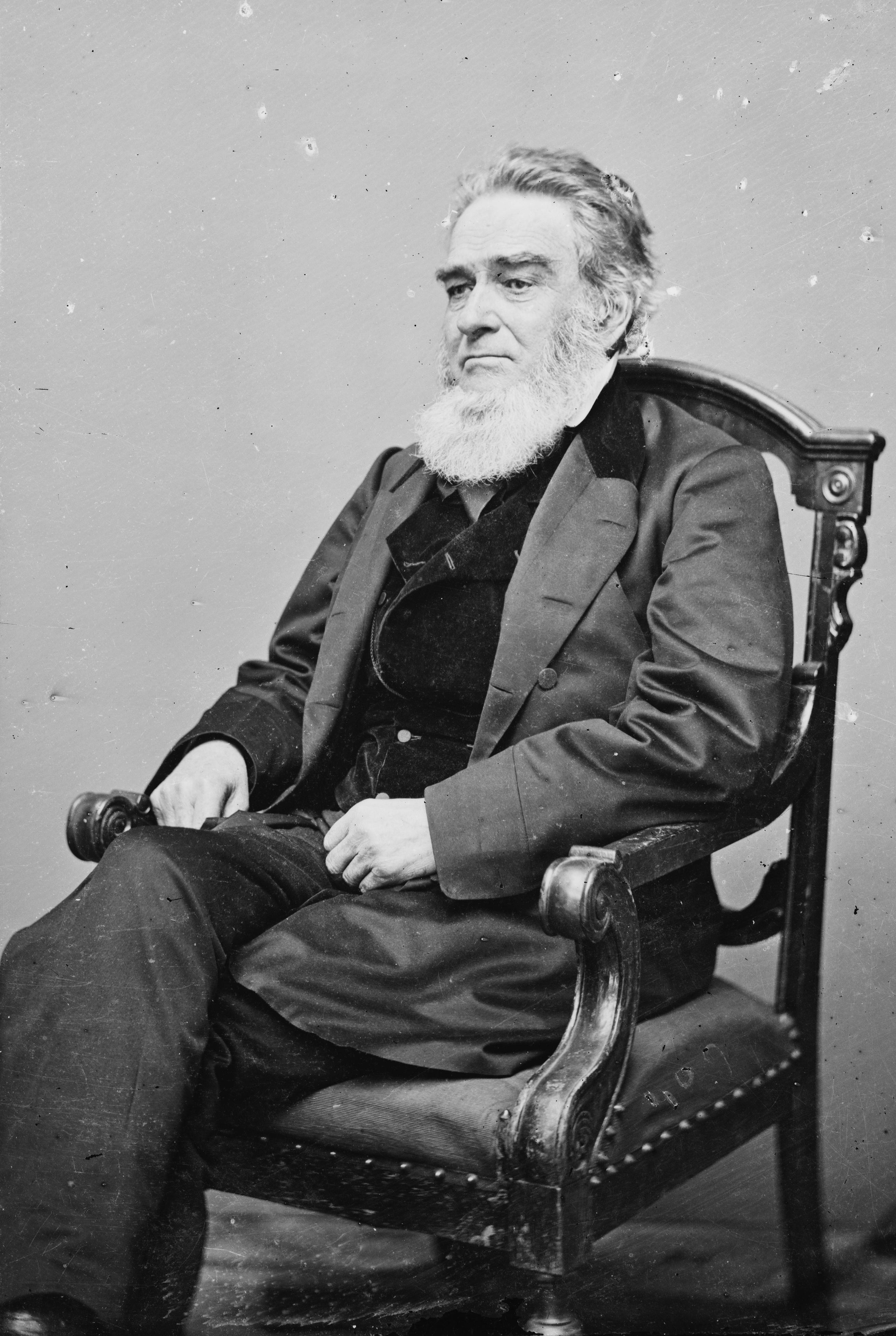
إدوارد بيتس يرتدي لحية شيناندواه.

شيناندواه ، والمعروفة أيضًا باسم لحية الأميش ، أو ستارة الذقن ، أو دونيجال ، أو لينكولن ، أو لحية المجرفة ، أو لحية الحيتان ، هي أسلوب من أنماط شعر الوجه .

## وصف
ينمو الشعر بشكل كامل وطويل فوق الفك والذقن، ويلتقي بالجانبين ، بينما يتم حلق الشعر فوق الفم.  اعتمادًا على الأسلوب، توجد اختلافات دقيقة في الشكل والحجم وسهولة التحكم بشكل عام. ستارة الذقن هي نمط معين ينمو على طول خط الفك ويغطي الذقن تمامًا. لا ينبغي الخلط بين هذا ولحية حزام الذقن - نمط مماثل من اللحية ينمو أيضًا على طول خط الفك ولكنه لا يغطي الذقن بالكامل. بالإضافة إلى ذلك، لا تمتد العديد من لحى ستارة الذقن إلى ما دون خط الفك، إن كانت تمتد على الإطلاق، في حين أن لحى حزام الذقن تفعل ذلك عمومًا. يميل شيناندواه إلى أن يكون أطول إلى حد ما من ستارة الذقن. اعتمادًا على الأسلوب، توجد اختلافات دقيقة في الشكل والحجم وسهولة التحكم بشكل عام. ستارة الذقن هي نمط معين ينمو على طول خط الفك ويغطي الذقن تمامًا. لا ينبغي الخلط بين هذا ولحية حزام الذقن - نمط مماثل من اللحية ينمو أيضًا على طول خط الفك ولكنه لا يغطي الذقن بالكامل. بالإضافة إلى ذلك، لا تمتد العديد من اللحى التي تغطي الذقن إلى ما دون خط الفك، إن كانت تمتد على الإطلاق، في حين أن اللحى التي تغطي الذقن تمتد إلى ما دون خط الفك بشكل عام. تميل لحية شيناندواه إلى أن تكون أطول إلى حد ما من لحية تغطي الذقن. 

## الاستخدام الثقافي والديني
هذا النمط من تصفيف شعر الوجه شائع بين أتباع بعض طوائف الإسلام ، حيث يعتقدون أن هذه هي الطريقة التي كان النبي الإسلامي محمد يرتدي بها لحيته، مستشهدين بالحديث ذي الصلة الذي جمعه محمد البخاري ، "قص الشارب واترك اللحية".  
في الولايات المتحدة، يعتبر هذا النمط من اللحية شائعًا بين الرجال الأميش المتزوجين. عادةً ما يطلق الذكور من أعضاء الطائفة لحيتهم بعد المعمودية ، لكنهم يحلقون شاربهم.   

## معرض الصور

أبراهام لينكولن يرتدي لحية ستارة الذقن.
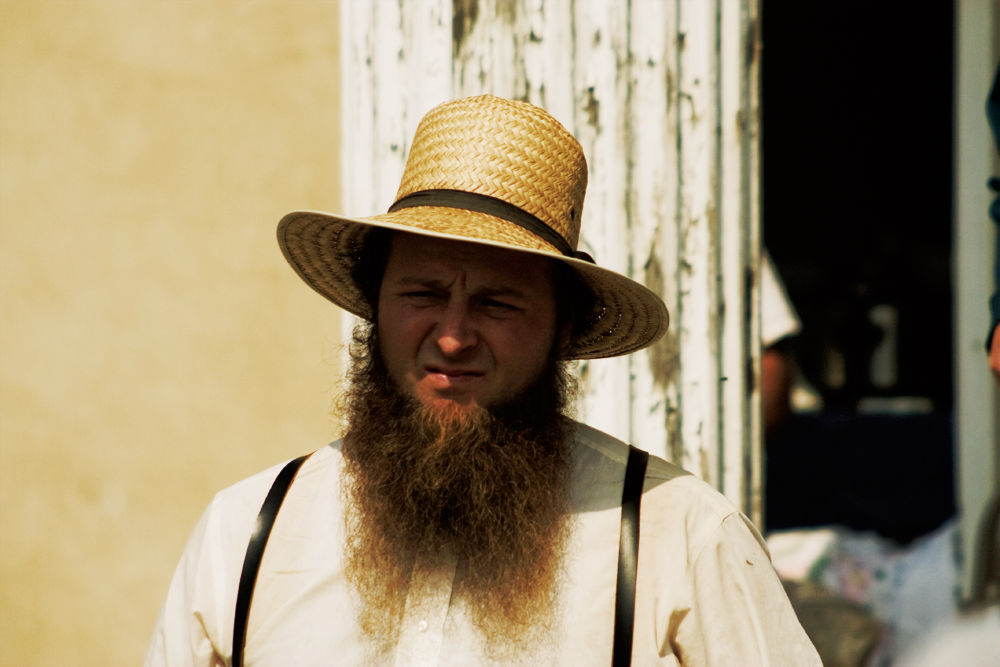
رجل أميش ذو لحية شيناندواه.
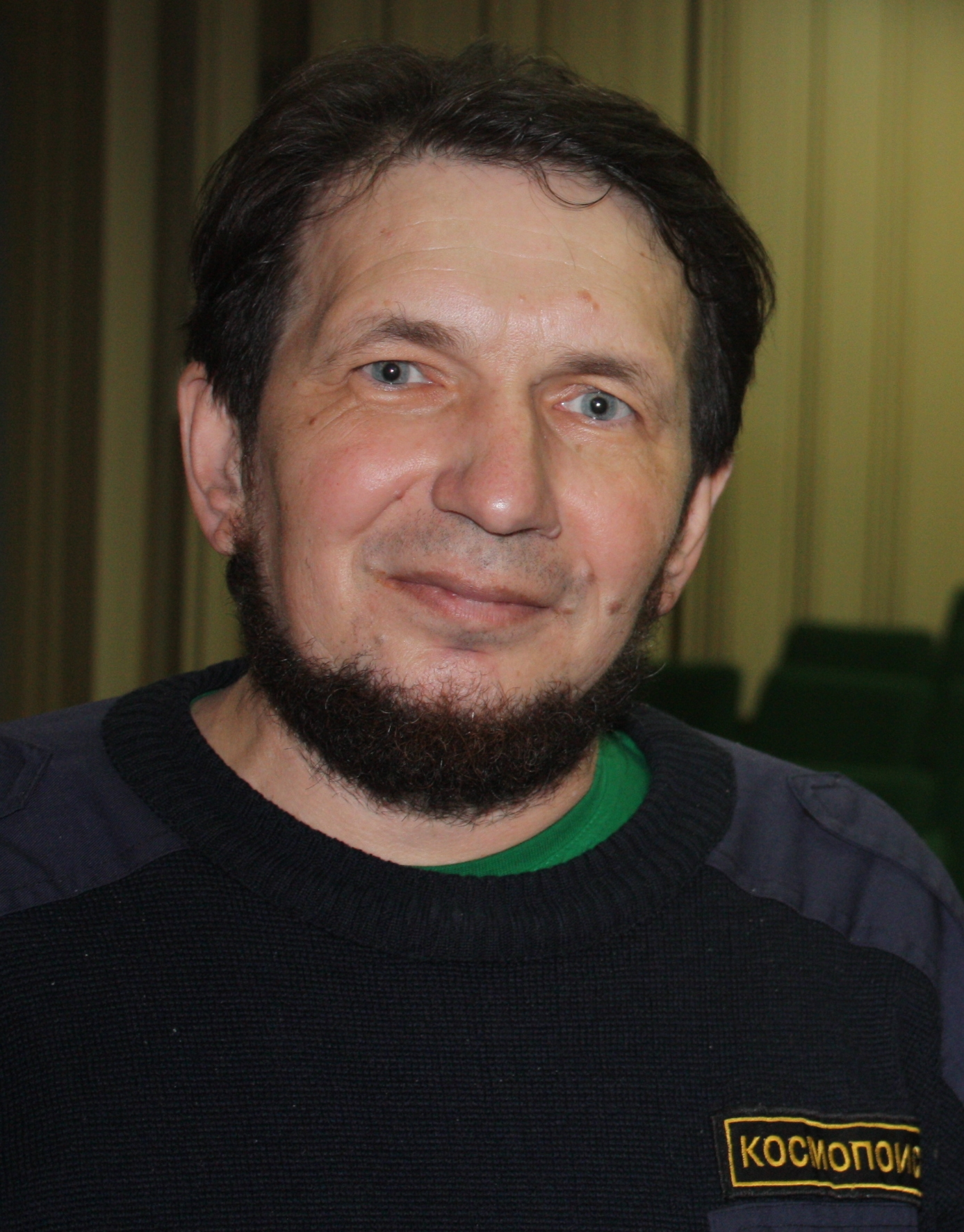
فاديم تشيرنوبروف يرتدي لحية.
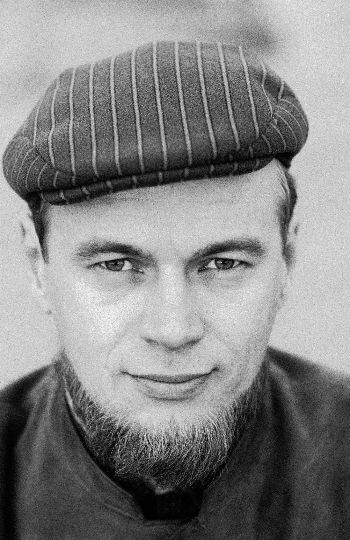
الفنان الفنلندي سبيد باسانين يرتدي شيناندواه.